# Temnothorax liviae
Temnothorax liviae (лат.) — вид мелких по размеру муравьёв рода Temnothorax  из подсемейства мирмицины (Formicidae).

## Распространение
Юго-Западная Азия: ОАЭ (Baynunah sand desert, 23°40’N 53°00’E).

## Описание
Мелкие коричневые муравьи (4 мм). Скапус усика длинный, глаза крупные (их длина составляет около половины от ширины головы). Голова овально-удлинённая, метанотальное вдавление слабое, заднегрудь угловатая, с проподеальными шипиками. Грудь и голова сверху с продольными морщинками. Усики 12-члениковые. Гнёзда в песчаной пустыне. Вид был впервые описан в 2011 году под первоначальным названием Leptothorax liviae Agosti & Collingwood, 2011 по материалам из ОАЭ и близок к видовой группе Temnothorax laurae из Афротропики. Назван в честь Livia Leu Agosti (супруги мирмеколога Donat Agosti). От близких видов (Temnothorax arenarius, Temnothorax cenatus, Temnothorax laurae) отличается относительно крупными размерами и крупными глазами.